# Paul Bach-y-Rita
Paul Bach-y-Rita (* 4. April 1934 in New York; † 20. November 2006) war ein US-amerikanischer Neurophysiologe
und ein Pionier in der Erforschung der Neuroplastizität.

## Leben
Er beschäftigte sich vor allem mit Fragen der Rehabilitation nach Verletzungen des Gehirns. Auf der Grundlage der theoretischen Annahme der Neuroplastizität des Gehirns stellte er 1969 zusammen mit Kollegen Ideen für eine Maschine vor, die die Bilder einer Kamera in Vibrationssignale übersetzen und so Blinden helfen sollte, sich zurechtzufinden.
Seit Beginn des 21. Jahrhunderts werden derartige Maschinen erprobt und im Unterricht mit behinderten Kindern und bei der Rehabilitation von Kriegsbeschädigten und Schlaganfallopfern eingesetzt.
Bach-y-Rita arbeitete am Smith-Kettlewell Eye Research Institute in San Francisco. 1983 wurde er Professor an der University of Wisconsin–Madison.
Ihm zu Ehren stiftete die University of Wisconsin Foundation den Paul Bach-y-Rita Lectureship Fund.

## Film
- Norman Doidge: Neustart im Kopf – wie sich unser Gehirn selbst repariert.